# Jaap Polak (jurist)
Jaap Eduard Max Polak (Leiden, 22 september 1955) is een Nederlands jurist en hoogleraar.
Jaap Polak is de zoon van de jurist en politicus Carel Polak. Hij stamt uit een familie van juristen. Zijn grootvader Moritz Polak was raadsheer in de Hoge Raad der Nederlanden en ook ooms van hem waren rechter. Polak studeerde rechten aan de Universiteit Leiden. Na voltooiing van deze studie werd hij in 1979 advocaat en procureur bij het advocatenkantoor Stibbe in Amsterdam. In 1987 werd hij lid van de maatschap van dit kantoor en in 1996 bestuurslid, een functie die hij uitoefende tot 2001.
Polak promoveerde in 1999 aan de universiteit van Amsterdam op een proefschrift getiteld Burgerlijke rechter of bestuursrechter. Hij heeft voorts diverse wetenschappelijke publicaties op het gebied van bestuursrecht op zijn naam staan. In 1999 werd hij benoemd tot deeltijd-hoogleraar algemeen bestuursrecht aan de universiteit van Leiden. Zijn oratie in 2000 is getiteld Effectieve bestuursrechtspraak.
In 2001 volgde zijn benoeming tot lid van de Raad van State in buitengewone dienst. Sinds 2005 was hij voorzitter van de algemene hoger beroepkamer van de Afdeling bestuursrechtspraak van de Raad van State.
Per 1 mei 2010 werd Polak benoemd tot voorzitter van de Afdeling bestuursrechtspraak, als opvolger van Pieter van Dijk. Hij werd per dezelfde datum tevens benoemd tot gewoon lid van de Raad van State. Per 1 mei 2017 trad hij terug als voorzitter, maar bleef lid van de Raad van State en de Afdeling bestuursrechtspraak. Dat is hij gebleven tot 1 januari 2025. Ook nam hij toen afscheid van de universiteit Leiden met zijn afscheidsrede van 11 december 2024 getiteld: Kroniek van 45 jaar bestuursrechtspraak. 
Van juni 2022 tot 1 januari 2025 was hij ook een zogenaamde “ kruisbenoemde” raadsheer in buitengewone dienst in de Hoge Raad. 
In 2021-2022 was Polak voorzitter van de Nederlandse Juristen-Vereniging; hij was de derde uit de familie Polak die voorzitter van de NJV werd, na zijn oom Nico (1965-1966) en zijn vader Carel (1975-1976).
Leden:
Koning der Nederlanden · 
Th.C. de Graaf (vice-president) · 
R. Uylenburg (voorzitter ABRvS) · 
J.E.M. Polak · 
H.G. Sevenster ·  
L.F.M. Verhey ·  
B.P. Vermeulen 

Staatsraden: 
C.H.M. van Altena ·
T. Avedissian* ·
H.J.M. Baldinger · 
A.W.M. Bijloos · 
J.C. Boeree* ·
C.J. Borman ·
J.H. van Breda ·
B.J. Bruins ·
K.M. Buitenweg ·
W.D. Bult-Spiering ·  
E.J. Daalder ·
J.Th. Drop · 
V.V. Essenburg · 
B.J. van Ettekoven · 
M.W.C. Feteris* ·
J.J.W.P. van Gastel · 
F.H.G. de Grave · 
J.W. van de Gronden* ·
G. de Groot* ·
J.F. de Groot · 
J. Gundelach ·
G.J.J. Heerma van Voss ·
S.J.C. Hemels · 
M. den Heijer · 
J. Hoekstra · 
G.J.H. Houtzagers · 
G.T.J.M. Jurgens ·
M.M. Kaajan · 
P.H.A Knol · 
R.W.L. Koopmans* · 
A. Kuijer · 
C.C.W. Lange ·
B. Meijer ·
E.A. Minderhoud ·
A.J.C. de Moor-van Vugt ·
J.M.L. Niederer ·
A.G.A. Nijmeijer* ·
W. den Ouden · 
J.C.A. de Poorter · 
B.P.M. van Ravels · 
J. Schipper-Spanninga ·  
J.A.W. Scholten-Hinloopen ·
C.H. Sieburgh* ·
N.J. Schrijver ·
Th.G.M. Simons* · 
G. Snijders* ·
M. Soffers · 
G. Snijders* · 
E. Steendijk ·
A.L.J. van Strien* · 
R.J.M. van den Tweel ·
A. ten Veen · 
G.O. van Veldhuizen ·
H.C.P. Venema ·
D.A. Verburg ·
N. Verheij · 
M.B. Vos ·
P.J. Wattel* ·
R.J.G.M. Widdershoven* ·
J.M. Willems · 
C.M. Wissels · 
S.F.M. Wortmann · 
R. van Zwol 
(*staatsraad in buitengewone dienst)

Staatsraad van het Koninkrijk:
M.G.M. Schwengle (Aruba) · P.R.J. Comenencia (Curaçao) · M.C. van der Sluijs-Plantz (Sint Maarten)

- Gemeinsame Normdatei: 1212568036
- International Standard Name Identifier: 0000 0000 3835 6580
- Library of Congress Control Number: n99282481
- NARCIS: PRS1241266
- Nederlandse Thesaurus van Auteursnamen: 072278390
- Parlement.com: virkidd1hcso
- Virtual International Authority File: 41177549
- WorldCat: E39PBJvCV49HXFp68bByqypHG3